# Rick Dufay
Richard Marc "Rick" Dufay (París; 20 de febrero de 1952) es un guitarrista que tocó en la banda Aerosmith en el período en que Brad Whitford dejó la banda, entre 1980 y 1984.
Antes de unirse a Aerosmith, Dufay lanzó un álbum titulado Tender Loving Abuse, producido por el mismo productor de Aerosmith Jack Douglas. Fue Douglas quien recomendó a Dufay a Steven Tyler para reemplazar a Whitford. El aporte de Dufay puede escucharse en partes del álbum de Aerosmith de 1982 Rock in a Hard Place y puede verse en el vídeo de la canción «Lightning Strikes». 
Desde que dejó Aerosmith, Dufay ha tocado en la banda Blue By Nature liderada por la vocalista Karen Lawrence. Su hija es la actriz Minka Kelly.